# Culicoides crassipilosus
Culicoides crassipilosus är en tvåvingeart som beskrevs av Tokunaga 1937. Culicoides crassipilosus ingår i släktet Culicoides och familjen svidknott. Inga underarter finns listade i Catalogue of Life.